# Valley Wells
Valley Wells è un census-designated place (CDP) degli Stati Uniti d'America, situato nello stato della California, nella contea di Inyo.